# 今井文男
今井 文男（いまい ふみお、1916年1月9日 - 1995年12月16日）は、国文学者。専門は俳諧、文学表現。

## 来歴
1916年、愛知県犬山市に生まれる。1935年、青山師範学校本科二部を卒業。1936年、東京高等師範学校文科第二部（国語・漢文専攻）入学、諸橋轍次・垣内松三・能勢朝次の教えを受ける。1939年、東京高等師範学校を3年で修了し、東京文理科大学文学部国語学国文学専攻に入学。
1941年、東京文理科大学を卒業。1950年、金沢大学金沢高等師範学校教授、1952年、東海大学助教授、1954年、金城学院大学助教授、1956年、東京教育大学講師、1958年、金城学院大学教授を歴任。1975年、愛知淑徳大学設立に伴って同大学へ移籍、教授兼文学部長。1979年、愛知淑徳大学副学長。1991年、愛知淑徳大学名誉教授。
1964年、表現学会を創立。代表理事は真下三郎であったが、実質的な学会の中心を担った。
1988年、勲三等瑞宝章を受章した。

## 著書
- 『恋の座』新泉書房 1948　新学社教友館 1975
- 『学習受験現代文新研究』精文館 1951
- 『表現学仮説 第2章』竜二山房 1957
- 『表現学仮説』竜二山房 1961　法律文化社 1968
- 『芸の領域』竜二山房 1962
- 『芭蕉新論』竜二山房 1964
- 『連歌俳諧ところどころ』竜二山房 1966
- 『俳句の構造分析とその適用 国語教室における現代俳句の取り扱いかた』竜二山房 1967
- 『場面分析法』竜二山房 1967
- 『現代詩の鑑賞』竜二山房 1968
- 『現代俳句の教え方』右文書院 教え方双書 1968
- 『芭蕉の三原点』右文書院 1969
- 『芭蕉の眼』右文書院 1972
- 『文章表現法大要』竜二山房 1974　笠間書院 1975
- 『芭蕉の牛』龍二山房 1979
- 『龍二山房閑語』龍二山房 1981
- 『雪 歌集』竜二山房 1983

### 共編
- 『高浜虚子研究』山口誓子,松井利彦共編 右文書院 近代日本文学作家研究叢書 1974
- 『表現学論叢』編 中部日本教育文化会 1980
- 『表現学大系 総論篇 第1巻 表現学の理論と展開』編　教育出版センター 1986
- 『表現学大系 総論篇 第2巻 表現学と諸科学』編 教育出版センター 1993

### 記念論文集
- 『表現学論考 今井文男教授還暦記念論集』今井文男教授還暦記念論集刊行委員会 1976
- 『表現学論考 今井文男教授古稀記念 第2』今井文男教授古稀記念論集刊行委員会 1986
- 『表現学論考 今井文男先生喜寿記念 第3』今井文男先生喜寿記念論集刊行委員会 1993

## 論文
- Cinii